# Achille Leroy
 (septembre 2024).
Si vous disposez d'ouvrages ou d'articles de référence ou si vous connaissez des sites web de qualité traitant du thème abordé ici, merci de compléter l'article en donnant les références utiles à sa vérifiabilité et en les liant à la section « Notes et références ».
Achille Leroy (écrit également Le Roy), né en novembre 1841 et mort à Moscou (URSS) en 1929, était un ouvrier typographe français, militant du POF.
De sensibilité libertaire, il participa à la Commune de Paris en 1871. « Adopté par le gouvernement soviétique » selon leurs mots parus dans un article de L’Humanité du 16 mars 1928,, il meurt en Union soviétique l'année suivante.

## Militantisme

### La Commune
il est engagé dans le 248e bataillon de la Garde nationale pour la défense contre les versaillais du Plateau de Châtillon près du fort de Vanves. À la suite de la défaite des communards il est déporté (ou il part en exil ?) en Nouvelle-Calédonie.

### Retour d'exil et publications
À son retour, il publie, le 10 mai 1876 La commandite obligatoire et autres questions typographiques qu'il vend à son domicile rue Cujas. Un ouvrage dans lequel il fut l'un des premiers à réclamer la journée de huit heures, un paye plus régulière, l’éclairage, l’hygiène et la salubrité dans les ateliers. il collabora aussi à divers journaux parisiens : Le Progrès, Le Citoyen de Paris, Le Citoyen français, La Revanche sociale ou Le Vengeur. Il fut également l’auteur de plusieurs brochures à caractère révolutionnaire : Fusillé deux fois, La Commune ressuscitée, La Revanche du prolétariat. Il fut le premier gérant de l’hebdomadaire de la CGT La Bataille dont le premier numéro parut le 4 mai 1922.
Il milita au Parti ouvrier français et anima la Librairie socialiste internationale.

### Rapprochements avec les communistes autoritaires
En octobre 1927, comme d’autres communards tels Henri Fourcade et Antoine Gay, il accepte, malgré sa proximité avec les anarchistes, de participer au 10e anniversaire de la révolution russe. Cependant, son état de santé l'a empêché d'assister au début des cérémonies.
En 1928, il s’installa à Moscou. Blessé pendant le tournage en Ukraine d'un film sur la Commune, La Nouvelle Babylone (de Grigori Kozintsev et Leonid Trauberg), il mourut quelques mois plus tard à Moscou en 1929.